# クルムバッハ郡
クルムバッハ郡 (ドイツ語: Landkreis Kulmbach) は、ドイツ、バイエルン州のオーバーフランケン行政管区中央に位置する郡。隣接する郡は、北にクローナハ郡とホーフ郡、東と南がバイロイト郡、西がリヒテンフェルス郡である。

## 地理
クルムバッハ郡は、北東部にフランケンヴァルト、東にフィヒテル山地、南西と西にはフランキシェ・シュヴァイツとオーバーマイン高地に面した位置にある。この郡を流れる大きな川は、マイン川の二つの源流、白マイン川（郡中央部を流れる）と赤マイン川（郡南部を流れる）であり、両者は郡西部のマインロイス付近で合流し、マイン川となる。

## 歴史
この郡の地域は、1800年頃までは、主にバイロイト侯領（ホーエンツォレルン家）に属しており、1810年にバイエルン王国の所属となった。1804年にはすでにシュタットシュタイナハ地方裁判所、1812年にはクルムバッハ地方裁判所が設立された。両裁判所ともマインクライスに属し、1817年にオーバーマインクライスとなった（さらに1838年にオーバーフランケンクライスとなる）。1852年にはツルナウ地方裁判所も創設された。クルムバッハ地方裁判所とツルナウ地方裁判所は1862年にクルムバッハ管区庁として合併した。同時にシュタットシュタイナハ地方裁判所は同名の管区庁となった。1890年にクルムバッハ市が管区庁から独立し、クライスに属さない都市となった。クルムバッハ管区庁とシュタットシュタイナハ管区庁は1939年に郡制に移行し、それぞれクルムバッハ郡およびシュタットシュタイナハ郡となった。クルムバッハ市は、1940年にクルムバッハ郡に編入され、1945年に再び独立市に戻された。
1972年のこの地域の自治体再編で、独立市のクルムバッハを含むクルムバッハ郡の大部分は、シュタットシュタイナハ郡（ザイベルスドルフ市場町を除く）およびヴォンゼース（それまではエーベルマンシュタット郡に属していた）と合併し新たなクルムバッハ郡ができあがった。クルムバッハ市は、独立市ではなくなったが、大規模郡都市となった。

## 行政

### 郡知事
1996年5月1日以降のクルムバッハ郡の郡知事は、クラウス・ペーター・ゼルナーである。

### 郡議会
2020年3月15日の選挙結果に基づく政党別議席配分は以下のとおりである
|        | CSU | SPD | GRÜNE | FREIE WÄHLER / FW | WGK | FDP | AfD | 左翼党 | 計 |
| ------ | --- | --- | ----- | ----------------- | --- | --- | --- | ------ | -- |
| 2014年 | 16  | 9   | 5     | 10                | 4   | 2   | 3   | 1      | 50 |

### 紋章
下部は尾を持つ三角図形で白と黒で市松に四分割。上部は金地と青地に左右に分割。左側は銀色逆向き斜め帯の下に赤い爪と舌を持った左右逆向きの黒い獅子。右側は赤い嘴の銀の鷲。

## 経済と社会基盤
クルムバッハ郡はバイエルン州で三番目に食品産業が盛んな地である。工業労働者の30%がこの分野の産業（ビール醸造、食肉加工、ソーセージ製造、パン・菓子製造、香辛料）に従事している。クルムバッハは、栄養と食品に関する連邦研究所、より正確には連邦食肉研究所の所在地でもある。その他の重要な産業には、繊維産業（工業従事者の20%）および機械産業（同12%）がある。
クルムバッハ郡では社会保険支払い義務のある労働者が合計23,657人いる。（2004年6月現在）
主な企業には以下のものがある（2005年10月現在）
- IREKS GmbH: 香辛料
- Klinikum Kulmbach: 医療機関
- Kulmbacher Brauerei AG: ビール醸造
- Sparkasse Kulmbach-Kronach: 銀行
- Raps GmbH & Co. KG: 香辛料
- Glen Dimplex Deutschland GmbH: 工業製品
- Druckerei Töpfer GmbH Kulmbach: 陶器

### 交通
1846年、ルートヴィヒ南北鉄道がリヒテンフェルスからクルムバッハを越えてマイン川上流のクイエンマルクト＝ヴィルスベルクまで敷設された。フィヒテル山地（スレート質のもろい地盤）を越えるという技術的な困難にもかかわらず、同年中には終点のホーフにまで到達していた。1853年にはノイエンマルクト＝ヴィルスベルクからノイエンマルクト＝バイロイト鉄道がオーバーフランケンの中心地への鉄道網を整備した。バイエルン州立鉄道は最初の1世紀の間に、これをわずかながら拡張し、以下の全長84kmのローカル鉄道網を作った。
- 1896年 ノイエンマルクト＝ヴィルスベルク - ランツェンドルフ - ビショフスグリュン
- 1908年 クルムバッハ - ツルナウ（1909年にバイロイトまで延長）
- 1913年 ウンターシュタイナハ - シュタットシュタイナハ

現在でのこの半分、以下の約42kmが廃止されている。
- 1956年: ウンターシュタイナハ - シュタットシュタイナハ　5km
- 1973年: ツルナウ - アイヒェン - バイロイト　12km
- 1974年: ノイエンマルクト＝ヴィルスベルク - ランツェンドルフ - ビショフスグリュン　9 km
- 1993年: クルムバッハ - ツルナウ　16 km

## 市町村
市
- クルムバッハ (Kulmbach, 大規模郡都市 27,202)
- クプファーベルク (Kupferberg 1,070)
- シュタットシュタイナハ (Stadtsteinach 3,409)

市場町
- グラーフェンゲハイク (Grafengehaig 988)
- カーゼンドルフ (Kasendorf 2,590)
- ルートヴィヒショルガスト (Ludwigschorgast 983)
- マインロイス (Mainleus 6,687)
- マルクトロイガスト (Marktleugast 3,465)
- マルクトショルガスト (Marktschorgast 1,606)
- プレセック (Presseck 2,041)
- ツルナウ (Thurnau (4,460)
- ヴィルスベルク (Wirsberg 1,986)
- ヴォンゼース (Wonsees 1,166)

町村
- グッテンベルク (Guttenberg 568)
- ハルスドルフ (Harsdorf 1,066)
- ヒンメルクロン (Himmelkron 3,476)
- ケドニッツ (Ködnitz 1,655)
- ノイドロッセンフェルト (Neudrossenfeld 3,952)
- ノイエンマルクト (Neuenmarkt 3,098)
- ルーゲンドルフ (Rugendorf 1,051)
- トレプガスト (Trebgast 1,689)
- ウンターシュタイナハ (Untersteinach 1,945)

市町村に属さない箇所はない。
行政共同体
- カーゼンドルフ行政共同体（カーゼンドルフとヴォンゼース）
- マルクトロイガスト行政共同体（グラーフェンゲハイクとマルクトロイガスト）
- シュタットシュタイナハ行政共同体（シュタットシュタイナハとルーゲンドルフ）
- トレプガスト行政共同体（ハルスドルフ、ケドニッツおよびトレプガスト）
- ウンターシュタイナハ行政共同体（クプファーベルク、ルートヴィヒショルガスト、グッテンベルクおよびウンターシュタイナハ）

（括弧内の単位のない数値は、2007年12月31日現在の人口）